# Fahd bin Abd al-Azíz
Fahd bin Abd al-Azíz (*1921 – 1. srpna 2005) byl pátý král Saúdské Arábie. Vládl zemi v letech 1982 až 2005.
Proslul jako konzervativní politik, který posílil význam islámu v životě Saúdské Arábie a odmítl všechny žádosti o demokratizační reformy. Své domácí kritiky tvrdě pronásledoval. Roku 1986 přijal titul Opatrovník dvou svatých mešit, namísto titulu Jeho Veličenstvo, čímž posílil náboženský význam své funkce oproti světské panovnické funkci. Finančně silně podporoval konzervativní muslimské školství, v zahraničí pak bosenské muslimy, nikaragujské contras a různé protiizraelské organizace. Posílil vazby Saúdské Arábie s USA, proslulým se stal jeho výrok „Po Alláhovi se můžeme spolehnout na Spojené státy“. USA vyšel velmi vstříc i během války v Zálivu v roce 1991. To však zvýšilo nespokojenost radikálních islámských hnutí, z nichž rychle vznikaly teroristické organizace. Asi nejznámější z těchto organizací se stala al-Káida založená v roce 1988. Ta začala provádět sebevražedné atentáty a bombové útoky a v devadesátých letech svou působnost rozšířila i mimo Saúdskou Arábii.
Časopis Fortune Fahda roku 1988 označil za druhého nejbohatšího člověka na světě. Fahd zemřel 1. srpna 2005 a na trůně ho nahradil král Abdalláh, který ve skutečnosti zemi řídil již několik let.

## Vyznamenání
- velkokříž Řádu za občanské zásluhy – Španělsko, 15. února 1974[3]
- velkokříž Řádu zásluh o Italskou republiku – Itálie, 22. května 1979[4]
- rytíř Řádu Serafínů – Švédsko, 20. ledna 1981
- čestný velkokomtur Řádu obránce říše – Malajsie, 1982[5]
- rytíř Řádu slona – Dánsko, 18. března 1984
- Královský Viktoriin řetěz – Spojené království, 1987[6]
- velkokříž s řetězem Řádu zásluh o Italskou republiku – Itálie, 19. července 1997[7]
- Řád Istiglal – Ázerbájdžán, 7. března 2005
- čestný rytíř velkokříže Řádu svatého Michala svatého Jiří – Spojené království[8]